# Жером Леруа
Жером Леруа (фр. Jérôme Leroy, нар. 4 листопада 1974, Бетюн) — французький футболіст, що грав на позиції півзахисника. Виступав, зокрема, за «Парі Сен-Жермен» та «Марсель».

## Ігрова кар'єра
Леруа був вихованцем академії «Парі Сен-Жермен». До 1995 року грав за резервну команду клубу і спочатку не міг пробитися до першої команди, тому влітку його було віддано в оренду в клуб Ліги 2 «Лаваль». Там він виступав у першому складі, а влітку 1996 року повернувся до ПСЖ. У команді, яку очолила пара Рікардо Гомес — Жоель Бат дебютував 10 серпня в матчі Ліги 1 проти «Страсбурга» (1:1). У сезоні 1996/97 він вийшов з командою у фінал Кубка володарів кубків, проте французький клуб програв 0:1 «Барселоні» (Леруа провів на полі усі 90 хвилин). За паризьку команду Жером грав до кінця 1999 року, але це була переважно резервна роль.
На початку 2000 року Леруа перейшов у «Марсель». 12 січня він дебютував у кольорах нового клубу в матчі Ліги 1 з «Бастією» (0:0). У «Олімпіку» він грав до кінця першої половини сезону 2001/02. Але в цьому клубі він не досяг великих успіхів. Навесні повернувся до ПСЖ. У травні 2003 року з командою вийшов у фінал Кубка Франції, де парижани перемогли «Осер» (2:1). Влітку удруге покинув паризький клуб.
Згодом грав у складі «Генгама», «Ланса». У січні 2006 року за 500 000 євро перейшов у «Бейтар» (Єрусалим), де його хотів бачити новий тренер ізраїльтян Луїс Фернандес, що був знайомий з можливостями Леруа по спільній роботі в ПСЖ.
Влітку 2006 року повернувся до Франції, ставши гравцем «Сошо». У 2007 році він виграв з клубом Кубок Франції і після цього успіху ще раз змінив кольори клубу, на цей раз  перейшовши в «Ренн», де провів ще чотири сезони у Лізі 1. Сезон 2011/12 став останнім для Леруа у вищому французькому дивізіоні, який він провів з «Евіаном», після чого грав у другому дивізіоні за «Істр» та «Гавр». 
Завершив професійну ігрову кар'єру у клубі «Шатору», за який недовго виступав у 2015 році в Лізі 2. Після виходу на пенсію став спортивним директором свого останнього клубу «Шатору».

## Титули і досягнення
- Володар Кубка Франції (3):

«Парі Сен-Жермен»: 1994–95, 1997–98
«Сошо»: 2006–07
- Володар Кубка французької ліги (2):

«Парі Сен-Жермен»: 1994–95, 1997–98
- Володар Суперкубка Франції (1):

«Парі Сен-Жермен»: 1998